# Ministerium für Kohle und Energie
Das Ministerium für Kohle und Energie (kurz MfKE oder MKE) war das Energieministerium und die oberste Behörde für den Stein- und Braunkohlebergbau der Deutschen Demokratischen Republik (DDR). Es koordinierte als eines der Ministerien des Ministerrates der DDR die Energiewirtschaft und Energiepolitik der DDR.

## Geschichte

### Ministerium für Kohle und Energie (1955–1958)
Vor 1955 hatte die Zuständigkeit für die Energiewirtschaft und -politik der DDR in schneller Folge gewechselt: Die Grundlagen legte die Abteilung Kohle und Energie der 1947 von der Sowjetischen Militäradministration eingerichteten Deutschen Wirtschaftskommission. Mit der Gründung der DDR ging das Ressort 1949 über an das Ministerium für Industrie, aus dem 1950 das Ministerium für Schwerindustrie wurde. 1951 wurde das Ressort in ein Staatssekretariat für Kohle und Energie ausgelagert, das 1953 in zwei eigenständige Staatssekretariate für Kohle und für Energie aufgespalten wurde. Dem Staatssekretariat unterstellt waren die Vereinigungen Volkseigener Betriebe (VVB) aus den Bereichen Kohle und Energie, die 1952 durch die Verwaltung Volkseigener Betriebe (VwVB) der Energiewirtschaft ersetzt wurden. 1953 ging das Ressort wieder an das neu gegründete Ministerium für Schwerindustrie zurück.
1955 wurde die Abteilung Kohle und Energie aus dem Ministerium für Schwerindustrie herausgelöst und erstmals in ein eigenes Ministerium für Kohle und Energie überführt. 1958 wurde das MKE im Zuge des Neuen Ökonomischen Systems der Planung und Leitung wieder aufgelöst und die Energiewirtschaft dem zentralen Volkswirtschaftsrat unterstellt.

### Ministerium für Grundstoffindustrie (1965–1971)
Als Konsequenz aus der Auflösung des Volkswirtschaftsrates 1965 wurden die Ministerien der Wirtschaftszweige gegründet. Eines dieser acht neugebildeten Industrieministerien war das Ministerium für Grundstoffindustrie unter Minister Klaus Siebold. Das Ressort Kohle und Energie war zunächst eine Abteilung des Ministeriums für Grundstoffindustrie.

### Ministerium für Kohle und Energie (1972–1989)
im Jahr 1972 wurde das Ministerium für Grundstoffindustrie in Ministerium für Kohle und Energie umbenannt, Siebold blieb Minister. 1979 wurde Siebold nach der Schneekatastrophe 1978/1979 als Minister durch seinen Staatssekretär Wolfgang Mitzinger abgelöst.
Der Minister für Kohle und Energie amtierte bis zum Rücktritt des von Willi Stoph geleiteten Ministerrats am 7. November 1989. Zum 1. Januar 1990 wurde das Ministerium für Kohle und Energie aufgelöst. Rechtsnachfolger wurde das neugebildete Ministerium für Schwerindustrie, in dem auch die Ministerien für Chemische Industrie, Geologie sowie Erzbergbau, Metallurgie und Kali aufgingen. Im Laufe des Jahres 1990 wurde das Ressort Energie von der Regierung de Maizière nochmals neu auf das Ministerium für Umwelt, Naturschutz, Energie und Reaktorsicherheit und das Ministerium für Wirtschaft verteilt. Diese Ministerien existierten bis zum Beitritt der DDR zur Bundesrepublik am 3. Oktober 1990.

## Aufgaben
Zu den wichtigsten Aufgaben des Ministeriums gehörten:
- Leitung und Planung des Industriebereiches.
- Zusammenarbeit mit dem Partei- und Staatsapparat.
- Anleitung der Kombinate.
- Aufbau und Entwicklung von Betrieben.
- Erzeugung, Speicherung und Verteilung von Energie und Kohle.
- Mitarbeit im RGW.

Da in der Planwirtschaft der DDR für den Import von Gütern das Geld und die technisch-logistischen Möglichkeiten sehr beschränkt waren, kam der Nutzung der heimischen Energierohstoff-Lagerstätten zentrale Bedeutung zu. Hier sind insbesondere zu nennen:
- die Braunkohle aus dem Mitteldeutschen und dem Lausitzer Braunkohlerevier
- die Steinkohle aus den sächsischen Revieren Döhlen/Freital, Lugau-Oelsnitz und Zwickau.

Mehr als drei Viertel des Primärenergieverbrauches der DDR wurde aus heimischer Kohle gedeckt. Dem Ministerium für Kohle und Energie unterstanden die verschiedenen Volkseigenen Betriebe und Kombinate, die mit der Gewinnung und der Verwertung dieser Kohlevorräte beschäftigt waren. Hierzu zählen insbesondere die Gruben- und Tagebaubetriebe mit den angeschlossenen Kohlekraftwerken, Brikettfabriken, Kokereien, Gas- und Schwelwerken und Verflüssigungsanlagen für die Produktion von Treibstoff und Synthetikölen. Auch unter die Zuständigkeit des MfKEs fiel zeitweise der dazugehörige Maschinen- und Anlagenbau (insbesondere das Bau- und Montagekombinat Kohle und Energie). Zudem unterstand dem Ministerium die 1971 gebildete Staatliche Energieinspektion.
Ein zweiter, deutlich kleinerer Schwerpunkt der Arbeit des MfKE neben der Kohle war der Ausbau der Kernenergie. Auch hier verfügte die DDR mit den Uranvorräten in Sachsen und Thüringen über wertvolle heimische Ressourcen, die von der SDAG Wismut ausgebeutet und mithilfe sowjetischer Nukleartechnologie zur Stromerzeugung in den DDR-Kernkraftwerken Lubmin und Rheinsberg genutzt wurde sowie im geplanten Kernkraftwerk Stendal genutzt werden sollte.
Ab Mitte der 1960er-Jahre wurde auch vermehrt Erdöl und Erdgas importiert, insbesondere über Pipelines (Erdölleitung und Erdgasleitung Freundschaft) aus der Sowjetunion und über Schiff aus Ländern wie Ägypten, Irak, Algerien und Syrien.
Dem Ministerium unterstanden auch die Energiekombinate.

## Minister und Stellvertreter
Während seines Bestehens hatte das Ministerium die folgenden Minister, sämtlich SED-Mitglieder:
- 1956–1958: Richard Goschütz (SED, )[6]
- 1965–1979: Klaus Siebold
- 1979–1989: Wolfgang Mitzinger

Staatssekretäre
- 1968–1971; 1972–1978: Wolfgang Mitzinger
- 1981–1989: Jochen Kratzke